# Leyti N'Diaye
Pour les articles homonymes, voir N'Diaye.
Leyti N'Diaye, né le 19 août 1985 à Dakar (Sénégal), est un ancien  footballeur sénégalais qui évoluait au poste de défenseur central.

## Biographie
Après quatorze matchs en National (3e division) avec le CS Louhans-Cuiseaux et une relégation de son club, il signe à l'Olympique de Marseille avec de grands espoirs. Dès la première saison, il dispute quelques matchs avec l'équipe première. Mais à tout juste 19 ans, Leyti manque forcément d'expérience et de lucidité sur quelques phases de jeu. Le sort s'acharne sur lui, il enchaîne les longues blessures qui bloquent son apprentissage. Durant l'été 2004, puis l'été 2006, il subit deux graves blessures du genou, ce qui freine l'envol de sa carrière après des débuts prometteurs avec l'OM au début de la saison 2004-2005. En janvier 2006, il est prêté en Ligue 2 à US Créteil-Lusitanos, mais il joue peu avec seulement neuf matchs disputés.
Il est alors en instance de départ, car il n'entre pas dans les plans d'Albert Emon. Il est donc prêté encore une fois au RC Strasbourg. Mais il se blesse au genou avec déchirement des ligaments croisés, donc pour lui c'est une année blanche, jouant seulement trois matchs avec l'équipe réserve strasbourgeoise. Il revient à l'OM pour jouer principalement en CFA 2. Lors de la treizième journée de Ligue 1 de la saison 2007-08, Leyti est remplaçant, à la suite de l'arrivée du nouvel entraîneur Eric Gerets, et il participe à deux rencontres en fin et début d'année pour pallier les absences en cascades de la défense centrale marseillaise. À la suite de ses prestations très sérieuses au sein de la défense marseillaise, son contrat est prolongé jusqu'en 2011 pour trois ans de plus. Il est prêté au Stade de Reims pour la saison 2008/2009, prêt ensuite annulé à la suite d'un dépassement de quota de prêts du club rémois. Il reste donc à l'OM en équipe réserve durant toute la première partie de saison. En janvier 2009, il est prêté à l'AC Ajaccio en Ligue 2 pour une durée de six mois. Entre-temps, l'OM et l'ACA signent un partenariat pour le prêt de 3 joueurs par saison en faveur du club de Ligue 2. Durant l'été 2009, Leyti fait partie de ceux-ci et se voit donc de nouveau prêté à Ajaccio mais pour la saison complète cette fois ci. Au début de la saison 2010-11, il retourne à l'Olympique de Marseille. En juillet 2011, l'OM annonce que le joueur sénégalais est de nouveau prêté à l'AC Ajaccio pour une saison. Il quitte le club à l'issue de son contrat en juin 2013 n'ayant évolué à seulement seize reprises sous les couleurs marseillaises depuis son arrivée en 2004.
Après une année sans contrat, il rejoint le FC Le Mont, en deuxième division suisse mais il n'y reste qu'une seule saison.

## Statistiques
| Saison                | Club                        | Championnat           | Championnat | Championnat | Coupe nationale | Coupe nationale | Coupe de la Ligue | Coupe de la Ligue | Supercoupe | Supercoupe | Compétition(s) continentale(s) | Compétition(s) continentale(s) | Compétition(s) continentale(s) | Total | Total |
| Saison                | Club                        | Division              | M.          | B.          | M.              | B.              | M.                | B.                | M.         | B.         | Comp.                          | M.                             | B.                             | M.    | B.    |
| 2003-2004             | CS Louhans-Cuiseaux         | National              | 15          | 0           | -               | -               | -                 | -                 | -          | -          | -                              | -                              | -                              | 15    | 0     |
| 2004-2005             | Olympique de Marseille      | Ligue 1               | 3           | 0           | -               | -               | -                 | -                 | -          | -          | -                              | -                              | -                              | 3     | 0     |
| 2005-2006             | US Créteil-Lusitanos (prêt) | Ligue 2               | 9           | 0           | -               | -               | -                 | -                 | -          | -          | -                              | -                              | -                              | 9     | 0     |
| 2006-2007             | RC Strasbourg (prêt)        | Ligue 2               | -           | -           | -               | -               | -                 | -                 | -          | -          | -                              | -                              | -                              | 0     | 0     |
| 2007-2008             | Olympique de Marseille      | Ligue 1               | 2           | 0           | 1               | 0               | -                 | -                 | -          | -          | -                              | -                              | -                              | 3     | 0     |
| 2008-2009             | AC Ajaccio (prêt)           | Ligue 2               | 12          | 0           | 2               | 0               | -                 | -                 | -          | -          | -                              | -                              | -                              | 14    | 0     |
| 2009-2010             | AC Ajaccio (prêt)           | Ligue 2               | 31          | 2           | 3               | 0               | 1                 | 0                 | -          | -          | -                              | -                              | -                              | 35    | 2     |
| 2010-2011             | Olympique de Marseille      | Ligue 1               | 4           | 0           | 1               | 0               | 1                 | 0                 | 1          | 0          | C1                             | 1                              | 0                              | 8     | 0     |
| 2011-2012             | AC Ajaccio (prêt)           | Ligue 1               | 8           | 0           | 1               | 0               | -                 | -                 | -          | -          | -                              | -                              | -                              | 9     | 0     |
| 2012-2013             | Olympique de Marseille      | Ligue 1               | -           | -           | -               | -               | -                 | -                 | -          | -          | C3                             | 2                              | 0                              | 2     | 0     |
| 2014-2015             | FC Le Mont                  | Challenge League      | 13          | 0           | 1               | 0               | -                 | -                 | -          | -          | -                              | -                              | -                              | 14    | 0     |
| Total sur la carrière | Total sur la carrière       | Total sur la carrière | 97          | 2           | 9               | 0               | 2                 | 0                 | 1          | 0          | -                              | 3                              | 0                              | 112   | 2     |

## Palmarès
Avec l'Olympique de Marseille, il remporte le trophée des champions en  2010 lors de la séance de tirs au but face au Paris Saint-Germain. Il est également vice-champion de France en  2011.